# Damme
Damme este un oraș neerlandofon situat în provincia Flandra de Vest, regiunea Flandra din Belgia. La 1 ianuarie 2008 avea o populație totală de 10.875 locuitori. 

## Geografie
Comuna actuală Damme a fost formată în urma unei reorganizări teritoriale în anul 1977, prin înglobarea într-o singură entitate a 6 comune învecinate. Suprafața totală a comunei este de 89,52 km². Comuna este subdivizată în secțiuni, ce corespund aproximativ cu fostele comune de dinainte de 1977. Acestea sunt:
| - I. Damme - II. Oostkerke - III. Hoeke - IV. Lapscheure - V. Moerkerke - VIII. Den Hoorn - VI. Sijsele - VII. Vivenkapelle |

Localitățile limitrofe sunt:
| În Belgia: | În Olanda: |
| - Comuna Maldegem: - a. Middelburg - b. Maldegem - Comuna Beernem: - c. Oedelem - Orașul Bruges: - d. Sint-Kruis - e. Koolkerke - f. Dudzele - Comuna Knokke-Heist: - g. Ramskapelle - h. Westkapelle | - i. Sluis |